# Mint Julep

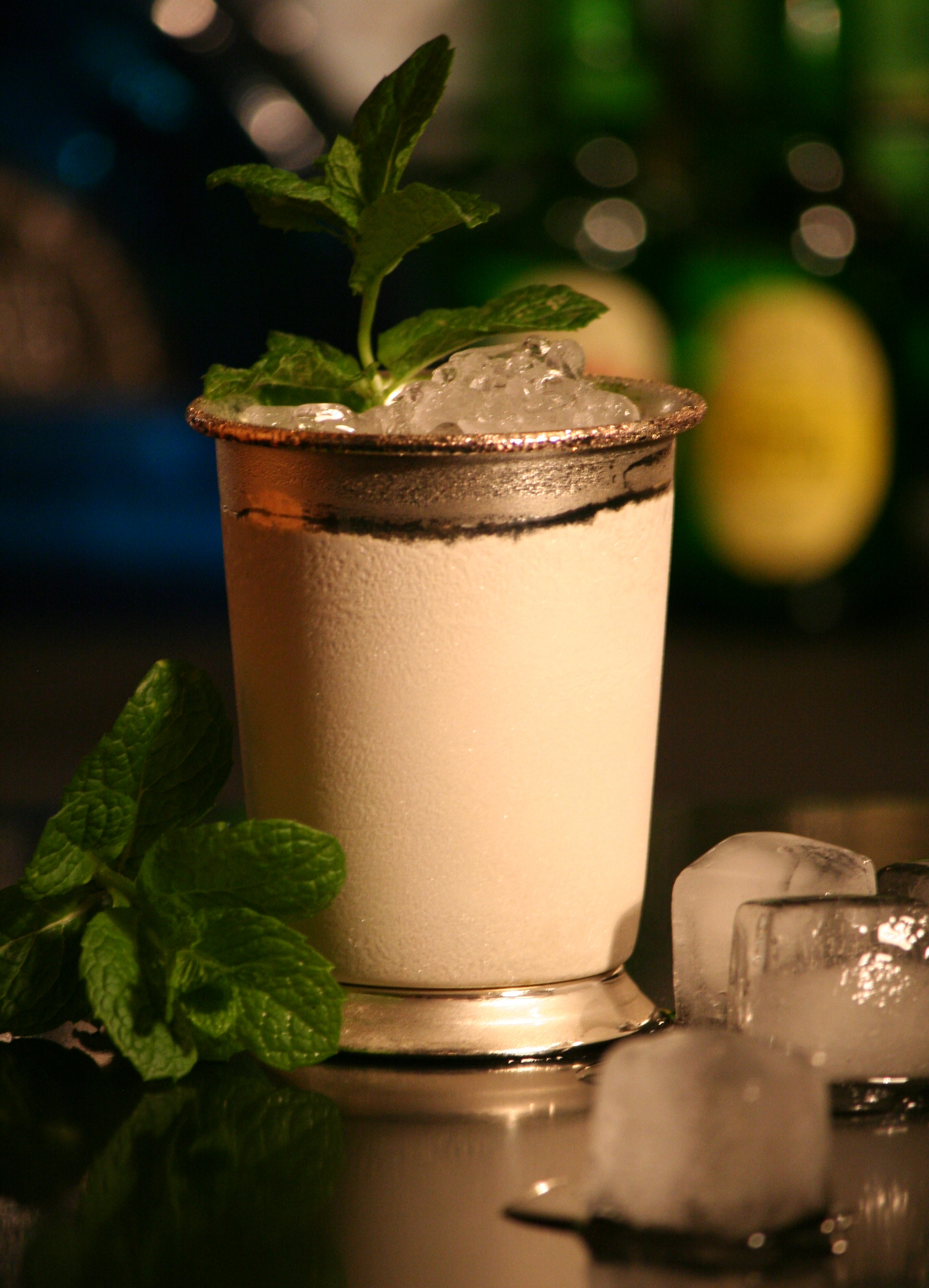
Mint Julep im Silberbecher. Durch Rühren mit zerstoßenem Eis wird eine Vereisung des Trinkgefäßes von außen erreicht.

Der Mint Julep ist ein alkoholischer Cocktail aus Minze, Bourbon Whiskey, Zucker oder Zuckersirup und zerstoßenen Eiswürfeln (crushed ice). Von der International Bartenders Association wird der Drink zusammen mit anderen namhaften Cocktails in der Kategorie Contemporary Classics (etwa: Zeitgenössische Klassiker) geführt.

## Geschichte
Der Mint Julep gilt als einer der ältesten Vorfahren des Cocktails. Er wurde bereits gemixt, bevor die Bezeichnung „Cocktail“ überhaupt aufkam (siehe Cocktail#Wortherkunft). Aufzeichnungen aus dem 18. Jahrhundert belegen, dass das Getränk aus den amerikanischen Südstaaten stammt, wo es – allerdings noch mit Rum anstatt Whiskey – bevorzugt am Morgen getrunken wurde. Das Trinken von Cocktails als am Morgen zu sich genommenes Getränk zur Belebung war in früheren Jahrhunderten nichts Ungewöhnliches und weist eine lange Tradition auf. So definierte beispielsweise William Terrington 1869 in London Cocktails als „Mischungen, die bevorzugt von Frühaufstehern (‚early birds‘) genutzt werden, um die Manneskraft zu stärken.“
Erstmals schriftlich Erwähnung findet der Drink vermutlich im Jahr 1783:

“Mrs. P___ [...] during the winter of 1782 was much troubled with what she supposed to be stomach complaints. She [...] had taken variety of medicines without any relief. Feb. 20th, 1783, I was first consulted and found her [...] with frequent retching, and, at times, a difficulty of swallowing. I then prescribed her an emetic [...] and a mint julep. The symptoms were alleviated, and she seemed better for a few days.”

„Frau P___ [...] litt im Winter 1782 an etwas, das sie als Magenbeschwerden einordnete. Sie [...] hatte eine Vielzahl von Medikamenten eingenommen, ohne dass diese zur Besserung beitrugen. Am 20. Februar 1783 wurde ich erstmals konsultiert und fand sie [...] vielfach würgend vor und, ab und an, mit Schwierigkeiten beim Schlucken. Ich verschrieb ihr daraufhin ein Brechmittel [...] und einen Mint Julep. Dies milderte die Symptome, und es schien ihr einige Tage besser zu gehen.“

Aus den Südstaaten wurde der Drink vermutlich Anfang des 19. Jahrhunderts von Senator Henry Clay (1777–1852) nach Washington, D.C. und in die Nordstaaten der USA eingeführt, indem er den Drink – in den 1830er Jahren – in der Round Robin Bar des Willard Hotels vorgestellt haben soll. Heute ist der Mint Julep nicht nur der Signature Drink der Round Robin Bar, sondern in Bars in aller Welt zu finden.
Der Begriff setzt sich zusammen aus dem englischen Wort für Minze Mint und Julep (lateinisch Julapium), das vom persischen Wort Julab für Rosenwasser abstammt. Letzteres wurde durch die Kreuzzüge nach Europa gebracht, wo es als süßer Sirup (Lecksaft) bei der Darreichung von Arzneimitteln Verwendung fand.

## Zubereitung und Variationen
Die International Bartenders Association empfiehlt eine Zubereitung mit 6 cl Bourbon Whiskey, 4 frischen Minzzweigen, 1 Teelöffel Puderzucker und zwei Teelöffeln Wasser. In einem Highballglas werden zunächst Minze und Zucker im Wasser zerstoßen. Anschließend wird das Glas mit Crushed Ice gefüllt und der Bourbon hinzugefügt. Der Drink wird gerührt und mit einem Minzstängel garniert. Traditionell wird er in einem Silber- oder Zinnbecher serviert.

## Rezeption und Trivia
Der Mint Julep ist seit 1938 das offizielle Getränk des traditionsreichen Galopprennens Kentucky Derby. Während der zweitägigen Veranstaltung werden den 170.000 Gästen dort schätzungsweise mehr als 120.000 Juleps serviert. Die Tradition geht auf die Erzählung zurück, dass Gründer Meriwether Lewis Clark Jr. Minze für Mint Julep in seinem Garten wachsen ließ.
Auch in Film und Literatur findet der Cocktail mehrfach Erwähnung, beispielsweise in Margaret Mitchells Südstaatenepos Vom Winde verweht oder in Francis Scott Fitzgeralds gesellschaftskritischem Roman Der große Gatsby. Im Film Goldfinger wird das Getränk von der Titelfigur angepriesen: „Mint Julep? Mein Hausgetränk, sehr wohlschmeckend.“. In Billy Wilders Filmkomödie Eins, zwei, drei sagt James Cagney als MacNamara über die Stadt Atlanta: „Das ist Sibirien mit Mint Juleps“. Und im Film Thank You for Smoking wird er dem Captain (Robert Duvall) sogar noch zur letzten Ruhe gereicht. One Mint Julep ist der Titel eines Songs von Rudolph Toombs aus dem Jahr 1952, dessen Interpretation von Ray Charles 1961 Platz eins der Charts erreichte.